# Кеті Лоус
Кеті Квін Лоус (англ. Katie Quinn Lowes, нар. 22 вересня 1982, Квінз, Нью-Йорк, США) — американська акторка і театральна режисерка. Найбільш відома своєю роллю Квінн Перкінс у політичному драматичному серіалі ABC «Скандал» (2012—2018) та роллю Рейчел ДеЛоуч Вільямс у драматичному серіалі Netflix «Вигадана Анна» (2022).

## Ранні роки
Кеті Лоус народилася в Квінсі, штат Нью-Йорк, і виросла в Порт-Вашингтоні, штат Нью-Йорк, де у 2000 році закінчила середню школу Пола Д. Шрайбера. Її батько — ірландський католик, а мати — єврейка.
Вона закінчила Школу мистецтв Тіша Нью-Йоркського університету, здобувши ступінь бакалавра акторської майстерності.

## Фільмографія
| Рік       |    | Українська назва               | Оригінальна назва                   | Роль                         |
| --------- | -- | ------------------------------ | ----------------------------------- | ---------------------------- |
| 2004      | с  | Урятуй мене                    | Rescue Me                           | блондинка                    |
| 2004—2005 | с  | Як обертається світ            | As the World Turns                  | Меган                        |
| 2005      | с  | Дороговказне світло            | Guiding Light                       | медсестра Спектор            |
| 2005      | с  |                                | Damage Control                      | Руші з сестринства           |
| 2006      | в  | Критичний момент               | Quarter Life Crisis                 | близнюки                     |
| 2006      | с  | Клан Сопрано                   | The Sopranos                        | Джилліан                     |
| 2006      | с  | Без сліду                      | Without a Trace                     | Робін Олсон                  |
| 2007      | с  | NCIS: Полювання на вбивць      | NCIS                                | Брін Ландерс                 |
| 2008      | в  | Рікер 2: Пустельні землі       | No Man's Land: The Rise of Reeker   | інтерн в лікарні             |
| 2008      | с  | Та, що говорить з привидами    | Ghost Whisperer                     | Джулі Андерсон               |
| 2008      | с  | Місто свінгерів                | Swingtown                           | Ліз                          |
| 2008—2009 | с  |                                | Easy Money                          | Бренді Баффкін               |
| 2009      | ф  | Трансформери: Помста полеглих  | Transformers: Revenge of the Fallen | Ейпріл, асистентка резидента |
| 2009      | в  | Контракт                       | The Job                             | Конні                        |
| 2009      | в  | Коло восьми                    | Circle of Eight                     | Елейн                        |
| 2009      | кф |                                | Chris Weisberg Is Growing Bald      | Лексі                        |
| 2009      | с  | Касл                           | Castle                              | Рейчел Меддокс               |
| 2010      | в  | Ведмідь                        | Bear                                | Крістін                      |
| 2010      | с  | Противага                      | Leverage                            | Ешлі Мур                     |
| 2010      | с  | Приватна практика              | Private Practice                    | Кендра                       |
| 2011      | ф  |                                | Phil Cobb's Dinner for Four         | подруга                      |
| 2011      | кф |                                | By the Time the Sun Is Hot          | наречена                     |
| 2011      | ф  | Супер 8                        | Super 8                             | Тіна                         |
| 2011      | в  | Кафе                           | Cafe                                | Келлі                        |
| 2011      | ф  |                                | Callers                             | Міці                         |
| 2011      | с  | Анатомія пристрасті            | Grey's Anatomy                      | донор крові                  |
| 2011      | с  | Шукачка                        | The Closer                          | Андреа Гіршбаум              |
| 2012      | мф | Ральф-руйнівник                | Wreck-It Ralph                      | Тістечка                     |
| 2012      | с  | Дорогий доктор                 | Royal Pains                         | Керрі                        |
| 2012—2018 | с  | Скандал                        | Scandal                             | Куінн Перкінс                |
| 2013      | ф  | Побічна дія                    | Side Effects                        | організатор конференції      |
| 2013      | мф | Крижане серце                  | Frozen                              | додаткові голоси             |
| 2014      | мф | Супер шістка                   | Big Hero 6                          | Ебігейл                      |
| 2016      | мф | Зоотрополіс                    | Zootopia                            | доктор Медж Медовий Борсук   |
| 2017—2018 | мс | Вольтрон: легендарний захисник | Voltron: Legendary Defender         | командир Ладнок              |
| 2018      | мф | Ральф-руйнівник 2: Інтернетрі  | Ralph Breaks the Internet           | Тістечка                     |
| 2021      | мф | Живу                           | Vivo                                | Беккі                        |
| 2021      | ф  |                                | Christmas Takes Flight              | Дженні Бекетт                |
| 2022      | ф  | Поцілунок на вдачу             | Merry Kiss Cam                      | Джесс Вульф                  |
| 2022      | мф | Дивний світ                    | Strange World                       | радіоведуча №2               |
| 2022      | с  | Вигадана Анна                  | Inventing Anna                      | Рейчел Делош Вільямс         |
| 2022      | с  | Катала                         | How We Roll                         | Джен                         |
| 2022      | с  | Це — ми                        | This Is Us                          | Аріель                       |
| 2022      | мс | Зоотрополіс+                   | Zootopia+                           | Моллі Гопс / Брянка / Менді  |
| 2023      | с  | Континенталь                   | The Continental                     | голос червоного світла       |